# Ivan Řezáč (herec)
Ivan Řezáč (* 20. února 1955 Plzeň) je český divadelní, rozhlasový a filmový herec a divadelní režisér

## Život
Narodil se do rodiny středoškolského profesora a už jako malý hrával se starším bratrem Jaroslavem s ochotnickým divadlem. Vystupovali i v rozhlase, první mluvenou roli v rozhlase ještě neuměl číst a bratr ho musel text naučit. Maturoval na gymnáziu, kde vyučoval i jeho otec. První přijímací zkouška na DAMU byla neúspěšná, a proto byl v letech 1974 až 1975 loutkohercem v divadle Alfa v Plzni. Napodruhé byl na DAMU přijat a herectví absolvoval v roce 1979. První angažmá v letech 1979–1984 měl v libereckém Divadle F. X. Šaldy. V letech 1984-1987 přestoupil do Činoherního studia v Ústí nad Labem.
Vedle profesionálního angažmá se věnoval i amatérskému divadlu. Se svým hereckým kolegou z Divadla F.X. Šaldy Zdeňkem Sedláčkem alias Goodbodym ve společné režii zinscenovali pro Divadlo poezie OKS Liberec prózu Wolfganga Bolcherta "Dlouhou dlouhou ulicí" úspěšně uvedenou na Wolkerově Prostějově v roce 1980. O rok později se soubor na tomtéž festivalu účastnil s Řezáčovým autorským představením inspirovaným obrazy Celníka Rousseaua "Když od červené k zelené všechna žluť skomírá". Koncem 80. let a v 90. letech 20. století režijně spolupracoval s příležitostným amatérským seskupením divadelních profesionálů "Divadelní ústa" působícím nepravidelně v Divadle v Řeznické.
Společně s herci z různých divadelních scén získal v roce 1987 angažmá v Národním divadle. Zahrál si zde v několika inscenacích jako například Král Jindřich IV., Chuť medu, Zahradní slavnost, Král Lear. Atmosféra a fungování této velké scény však mnohdy nesouzněly s jeho osobnostním nastavením a životní touhou po větší - i tvůrčí - svobodě. Proto využil nabídku Vladimíra Strniska a v roce 1995 odešel z Národního divadla do Činoherního klubu, kde mu lépe vyhovovala intimita malé scény a větší míra umělecké volnosti.
Spolupracoval také s televizí, zejména počínaje koncem 80. let. Hrál v televizních inscenacích, televizních filmech, pohádkách, či seriálech (DOBRODRUŽSTVÍ KRIMINALISTIKY, 1989; ZDIVOČELÁ ZEMĚ, 1997). Větší role ztvárnil například v komediálním příběhu "In flagranti" (1993) nebo adaptaci hry Pavla Kohouta "Válka ve třetím poschodí" (2000).
V letech 1990-1993 vyučoval na katedře činoherního divadla pražské DAMU, v letech 2000-2008 pedagogicky působil na Pražské konzervatoři.
V roce 2002 stál u zrodu Švandova divadla, kde vynikl v představeních Den matky, Tartuffe, Sen noci svatojánské nebo Žebrácká opera. Za roli Prospera ve hře Bouře byl v roce 2003 nominován na Cenu Thálie. Cenu Thálie v kategorii činohra obdržel až v roce 2006 za ztvárnění role Arnulfa v představení Škola ženy, za kterou byl i nominován také na Cenu Alfréda Radoka.
V roce 2008 se společně s Jaromírem Medunou stali novými členy uměleckého souboru Divadla na Vinohradech, kde vystupoval například v inscenacích Láska na Krymu, Bytná na zabití a Kdokoli.
Společně se svými kolegy Ivanem Trojanem a Markem Taclíkem založil v roce 2002 recesisticko-sportovní Unii Woodkopf, jejímž je doživotním náčelníkem a která se zabývá popularizací sportovně-společenské disciplíny Woodkopf a organizováním světových šampionátů. Tato disciplína spočívá ve snaze dvou protivníků srazit na vymezené ploše svou fošnou na zem soupeřovu fošnu, kterou má každý z nich volně položenou na hlavě.

## Divadelní role (výběr)
- Zojčin byt, Činoherní studio Ústí nad Labem
- Velkolepý paroháč, Činoherní studio Ústí nad Labem
- Revizor, Činoherní studio Ústí nad Labem
- Lucerna, Národní divadlo
- Marná lásky snaha, Národní divadlo
- Zlý jelen, Národní divadlo
- Král Lear, Národní divadlo
- Nebezpečné vztahy, Národní divadlo
- Král Jindřich IV., Národní divadlo
- Chuť medu, Národní divadlo
- Deník ničemy, Národní divadlo
- Zahradní slavnost, Národní divadlo
- Král Lear, Národní divadlo
- Pan Paul, Národní divadlo
- Zabiják Joe, Činoherní klub
- Den matky, Švandovo divadlo
- Tartuffe, Švandovo divadlo
- Sen noci svatojánské, Švandovo divadlo
- Žebrácká opera, Švandovo divadlo
- Bouře, Švandovo divadlo, (2003, nominace na Thálii)
- Škola ženy, Švandovo divadlo, Cenu Thálie za roli Tartuffa
- Odcházení, Divadlo archa
- Láska na Krymu - Divadlo na Vinohradech
- Bytná na zabití - Divadlo na Vinohradech
- Kdokoli - Divadlo na Vinohradech
- Já, Feuerbach - Divadlo F.X. Šaldy (2020), Divadlo v Celetné (2023)[9][10][11]

## Divadelní režie
V 80. a 90. letech 20. století režíroval několik vesměs kolektivních recesistických děl provedených formou "premiéra=derniéra" v Klubu (později Divadle) v Řeznické amatérským souborem Divadelní ústa. Počínaje rokem 2005 postupně režíroval čtyři divadelní představení - dvě ve Švandově divadle v Praze a po jednom pod širým nebem v Plzni a v libereckém Divadle F.X. Šaldy.
- Madam Butterfly (paní Motýlek), Divadelní ústa, premiéra-derniéra 19.12.1985, provedeno na scéně Klubu v Řeznické
- Otázka budoucnosti, podle předlohy Quido Marii Vyskočila, Divadelní ústa, premiéra-derniéra 17.12.1988, provedeno na scéně Klubu v Řeznické
- Zab ranou /pokud to puhde/, Divadelní ústa, premiéra-derniéra 16.12.1995, provedeno na scéně Divadla v Řeznické na motivy Čechovova Višňového sadu)
- Josef Kajetán Tyl: Marie (arabeska), Divadelní ústa, premiéra-derniéra 22.12.1992, provedeno na scéně Divadla v Řeznické
- Bermudský trojúhelník, Divadelní ústa, premiéra-derniéra 16.12.1993, provedeno na scéně Divadla v Řeznické
- Day after (scénická apokalypsa), Divadelní ústa, premiéra-derniéra 16.12.1995, provedeno na scéně Divadla v Řeznické
- Dea Loher: Klářiny vztahy, Švandovo divadlo, premiéra 30.09.2005, derniéra 25.04.2007[12]
- Reza de Wet: Pohřešované, Švandovo divadlo, premiéra 6.10.2007, derniéra 13.6.2008
- Edmond Rostand: Cyrano z Bergeracu, představení pod širým nebem v Plzni provedeno v rámci projektu "Divadelní léto pod plzeňským nebem" v letech 2018, 2019 a 2021[13]
- Molière: Tartuffe, Divadlo F.X. Šaldy, premiéra 07.10.2022[14][15][16]

## Filmografie (výběr)
- Čarodějky z předměstí
- Golet v údolí
- Hořící keř
- Já, herec[17][18] (dokument)

## Rozhlasové hry, četba a recitace[19]
- 1964 Balada o trubce a oblaku[20] (Ciril Kosmač) - role: Jankec
- 1966 Červenec 1941[21] (Grigorij Baklanov) - role: chlapec
- 1967 Rozpočitadlo[22] (Jean Muno) - role: malý Tony
- 1971 Štrajchpudlíci[23] (Jakub Arbes) - role: Ferda
- 1989 Bratr (Viktor Rozov) - role nezjištěna
- 1990 Červotoči[24] (Alexandr Kliment) - role: červotoč TENOR I
- 1990 Jak vznikly Athény (Václava Ledvinková) - role nezjištěna
- 1990 Putování za králem (Karel Šiktanc) - role: student
- 1990 Vezmete si také sherry?[25] (Caryl Brahms a Ned Sherrin) - role: Ronnie
- 1991 Britannicus (Jean Racine) - role: Britannicus, syn císaře Claudia
- 1991 Šťastlivec Sulla (Ferdinand Peroutka) - role: Lucius Cornelius Sulla
- 1992 Celestina (Fernando de Rojas) - role: Kalisto
- 1992 Lavička v parku (Finn Havrevold) - role: Rudi
- 1992 Návštěva Německa (Christoph Buggert) - role: druhý návštěvník
- 1993 Do Ameriky (a zase zpátky) (Michal Lázňovský) - role: Přemysl Otakar
- 1993 Zahradníkův pes (Lope de Vega) - role: Tristan,Teodorův sluha
- 1994 Havárie Drakkaru (Ondřej Neff) - role nezjištěna
- 1994 Kanonýr Jabůrek (Franz Hiesel) - role: císař František Josef I.
- 1994 Knoflíky (Ilse Aichingerová) - role: Jack
- 1994 Objížďka (Pavel Landovský) - role: Fidler
- 1995 Kůň v senátě (Leonid Andrejev) - role nezjištěna
- 1995 Malá Doritka (Charles Dickens) - role nezjištěna
- 1995 Poslední běh o život (Miroslav Stoniš) - role nezjištěna
- 1996 Bratři Karamazovovi (Fjodor Michajlovič Dostojevskij) - role: Kalganov
- 1996 Jenovéfa (Miroslav Stuchl) - role: Golo, rytíř
- 1996 Krysy (Agatha Christie) - role: Alec Hanbury
- 1997 Babička slaví devětadevadesáté narozeniny aneb Rozhlasová balada o Smrti a o Jankovi (Přemysl Rut) - role: Janek
- 1997 Říjen v Carlsbadu (Jiří Horák) - role: Alexej Nartov
- 1998 Rytíři kulatého stolu (Michal Lázňovský) - role: Merlin mladší
- 1998 Vánoční povídka (Charles Dickens) - role: duch budoucích Vánoc
- 1999 Billy Budd (Herman Melville) - role nezjištěna
- 1999 Princ a chuďas (Mark Twain - Zuzana Bohdanecká) - role nezjištěna
- 1999 Ubu se vrací (Josef Kainar) - role: markrabě napajedelský
- 2000 Elektrický nůž (Antonín Přidal) - role: doktor
- 2000 I sloni umírají jen jednou (Jan J. Vaněk) - role nezjištěna
- 2000 Popcorn (Scarpa Tiziano) - role: Antonio
- 2001 Dvojrole (Přemysl Rut) - role: Vilém Ujc / Hynek Jejda
- 2001 Merlinův odkaz (Michal Lázňovský) - role nezjištěna
- 2001 Pavilon 4 (Jan Cimický) - role: Veselý
- 2002 Bouře (William Shakespeare) - role: Sebastian
- 2003 Dar nedar (Karel Šiktanc) - role: Hubert
- 2004 Dva příběhy o Cidovi (Věra Mašková) - role: Sancho
- 2004 Operka (Vlastimil Venclík) - role: hlášení a odhlášení
- 2004 Ruy Blas (Victor Hugo) - role: Don César de Bazan
- 2005 Druhé mládí Kašpara Junga (Přemysl Rut) - role: tatínek
- 2005 Robur Dobyvatel (Jules Verne - Michal Lázňovský) - role: Tom Turner
- 2005 Zpověď (Felix Mitterer) - role: Martin
- 2006 Dny se vlečou, noci taky (Léandre-Alain Baker) - role: Erik
- 2006 Léto v Laponsku (Petr Pýcha, Jaroslav Rudiš) - role: Orion
- 2006 Tantalův rod (Jan Vedral) - role nezjištěna
- 2006 Zjasněná noc (Milan Uhde) - role: Libor
- 2007 Na věky (Magdalena Frydrychová) - role: hostinský
- 2007 Pocit nočního vlaku (Radek Malý) - role: Cestující - on
- 2007 Alexandre Dumas: Královna Margot, role: král Karel IX.
- 2008 Adam Stvořitel (Karel Čapek - Josef Čapek) - role: první AE
- 2008 Doktor Birch a jeho mladí přátelé (William Makepeace Thackeray) - role nezjištěna
- 2008 Janek, vévoda z Louky (Melita Denková) - role nezjištěna
- 2008 Marast (Pavel Kohout) - role: Ferdinand Vaněk
- 2008 Odepsaní (Jiří Roth) - role: Pavel Adámek
- 2008 Pavouk na zdi (Andrew McLay) - role: Michael
- 2009 Epochální výlet pana Broučka do 15. století (Svatopluk Čech - Dimitrij Dudík) - role nezjištěna
- 2009 Hrabě Drákula (Bram Stoker - Jitka Škápíková) - role: kapitán
- 2009 Modrá karbunkule (Arthur Conan Doyle - Hynek Pekárek) - role: John Horner, klempíř
- 2009 Pech pod střechou (Pavel Kohout) - role nezjištěna
- 2009 - Karel Schulz: Zrcadla, povídka, četl Ivan Řezáč. Natočil režisér Vlado Rusko.
- 2009 Tektonika citů (Eric-Emmanuel Schmitt) - role: Richard
- 2010 Enigma Emmy Göring (Werner Fritsch) - role: Adolf Hitler
- 2010 Supertajný večírek (Ondřej S. Nečas) - role nezjištěna
- 2010 Šnek na visuté hrazdě (Jaromír Ptáček) - role: komisař
- 2011 Andělské poslání (Ludvík Souček) - role: vypravěč
- 2011 Dítě číslo 44 (Tom Rob Smith) - role: Zarubin
- 2011 Dva chlapi za město (Martin Františák) - role: kmotr
- 2011 Mexikán (Jack London) - role nezjištěna
- 2011 Ondina (Jean Girardoux) - role: 2. soudce
- 2011 Pan kolega (Ludvík Souček) - role: lékař
- 2012 Coriolanus (William Shakespeare) - role: Larcius
- 2012 Mor (Albert Camus) - role: Rambert, novinář
- 2012 Nevěra (Ingmar Bergman) - role: Goldbert
- 2012 Případ Martina Guerra (Michael Lázňovský) - role: Martin Guerre
- 2013 Boty (O.Henry) - role nezjištěna
- 2013 Jak se rozkmotřil Ivan Nikiforovič s Ivanem Ivanovičem (Nikolaj Vasiljevič Gogol) - role: Anton Popuzov
- 2013 Julius Caesar (William Shakespeare) - role: Cassius
- 2013 Kacířské nápady (Petr Hudský) - role: Vondráček
- 2013 Noční pád (Roman Štětina) - role: Libor
- 2013 Úžina mořských bouří (Alexandr Grin) - role nezjištěna
- 2014 Bezinka a Oleandr (Izabela Schenková) - role: vypravěč
- 2014 Dýchánek (Ivana Myšková) - role: číšník
- 2014 Hanka a Linda mají potíže s rukopisem (S.d.Ch) - role: druhý hlas
- 2014 Hřívou k oknu (S.d.Ch) - role: pacient
- 2014 Jak si Grétička dala dvakrát dvacet (Francis Scott Fitzgerald) - role nezjištěna
- 2014 Kolečko po závodní dráze (Christian Giudicelli) - role: otec
- 2014 Mistři umění (O. Henry) - role nezjištěna
- 2014 Sad (Roman Ludva) - role Ondráš / vypravěč
- 2014 Soukromý pozemek (Zeno Kaprál) - role: exekutor
- 2014 Tak já tam teda zajdu (Martin Osif) - role: Honza
- 2014 Na dovolenou (Petr Hudský) - role: voják
- 2014 Nanebevstoupení pana řídícího (Božena Šimková) - role nezjištěna
- 2014 Uličníci (Michael Lázňovský) - role nezjištěna
- 2014 Úřad (Petr Pozděna) - role: žadatel
- 2014 Zásah (Jiří Suchý) - role: operátor
- 2015 Ach, ta genetika! (Jiří Hanuš) - role: první mnich
- 2015 Armagedon (Miloslav Macela) - role: Clerk
- 2015 Circus Maximus (Eberhardt Petschinka) - role: Rienzo, intendant Circu Maximus
- 2015 Na vlastních křídlech (Beata Panáková) - role nezjištěna
- 2015 O perle z koruny liščího krále (Lukáš Jůza) - role nezjištěna
- 2015 Počátek dynastie (Martin Konvalinka) - role: Chrudoš
- 2015 Pro strýčka příhodu (Jan Vedral) - role: Alexander
- 2015 Ukřičená pohádka (Klára Smolíková) - role nezjištěna
- 2015 Rajchsmaršál a muzejní myš (Michal Lázňovský) - role: Borchers
- 2016 Génius nebo šarlatán (Miloš Kočka) - role nezjištěna
- 2016 Pepik Knedlik (Eberhard Petschinka) - role: starosta
- 2016 Poslední šance pro Beatles (Ray Connolly) - role: Fredin otec
- 2016 Shakespearova lebka. In Fausts Faust (V pěsti Faustově) (Werner Fritsch) - role: duch Antonia
- 2016 Skandál v Milfordu (Josephine Teyová) - role nezjištěna
- 2018 Otmica (Guillaume Apollinaire) - role nezjištěna
- 2019 Pokušení svatého Vojtěcha (Pavel Molek) - role: Slavník
- 2020 Mezek paličatý aneb Cesta nazdařbůh[26] (Jaroslava Baliharová) - role nezjištěna
- 2020 Šternberk (Božena Němcová ) - role: rybář
- 2021 Mýcení (Thomas Bernhard) - četba románu
- 2023 Mých tisíc životů (Jean Paul Belmondo) - četba na pokračování
- 2023 Výrobce diamantů (Herbert George Wells) - četba povídky
- 2023 Pantagruel (François Rabelais) - četba románu (s Václavem Neužilem)
- 2024 Černá komora (Johann August Apel) - četba povídky (cyklus "Hororové povídky")
- 2024 Přicházející z pekel (Jaroslav Havlíček) - četba povídky (cyklus "Hororové povídky")
- 2024 Rostliny doktora Cinderelly (Gustav Meyrink) - četba povídky (cyklus "Hororové povídky")
- 2024 Oko (Ignát Herrmann) - četba povídky (cyklus "Hororové povídky")
- 2024 Soudcův dům (Bram Stoker) - četba povídky (cyklus "Hororové povídky")